# عصمت داوستاشي
عصمت داوستاشي (14 مارس 1943 -) فنان تشكيلي مصري. ولد لإحدى العائلات المسلمة التي نزحت من جزيرة كريت إلى الإسكندرية بين حي بحري وحي الأنفوشي بجوار جامع المرسي أبو العباس، تخرج في كلية الفنون الجميلة عام 1967 (تخصص نحت) الوفاة 13 مايو 2025

## رحلته العملية
- بدأ فنه بعمل تشكيلات تجريدية مستفيدا من خبرته في الفوتوغرافيا ومستخدما الكولاج (القص واللصق) ثم واصل الرسم لفترة ليعود بعد ذلك بأسلوب جديد ويغير اسمه من عصمت عبد الحليم الي عصمت داوستاشي واطلق علي نفسه اسم المستنير دادا (لوحاته اخذت شكل سيريالي يميل الي الدادية)مشحونة بالرمز والعناصر والألوان القوية.

أقام أول معرض له في الرسم والتصوير الزيتي عام 1962 ، -قبل أن يدرس فن النحت بكلية الفنون الجميلة جامعة الإسكندرية -
عمل دواستاشي 4 سنوات في ليبيا حتى 1972 في الإخراج والرسم الصحفي، وأقام أحد معارضة في بنغازي ، ثم عمل في التلفزيون المصري مخرجا مساعدا في البرامج الثقافية، ثم عمل من نوفمبر 73 بوزارة الثقافة مشرفا على المعارض بالمراقبة العامة للفنون الجميلة بالإسكندرية بمتحف محمود سعيد.

## أعماله الأدبية والسينمائية
لديه محاولات في كتابة السيناريو (الصمت 1982)، والقصة القصيرة (أشكال هندسية 1986)، والشعر (كلاميات 1966) والنقد، كما نفذ مجموعة من الأفلام السينمائية الملونة فوق شريط الفيلم الخام أو السابق تصويره بالإضافات الخطية واللونية والخربشة، وشارك في مهرجان الفيلم للهواة بتونس عام 1975.مارس]] 1943

## نقد فني
اتخذت لوحات داوستاشي في الأعمال الأخيرة إلى نوع من التصوف الديني، ودواستاشي كثير التغير والتحول، يهوى جمع الأشياء القديمة واستخدامها في تشكيلاته المجسمة التي دائما ما تتضمن سخرية وانتقادا مريرا للعديد من المظاهر الاجتماعية. تطيح لوحات دواستاشي بالقوالب والأنماط بحثا عن خصوصيته الذاتية وهويته المتراوحة بين الملحمة الشعبية والسيرة القديمة، وما وراء الغيب الذي يشكل المعرفة اليقينية.

## إصداراته
- اصدر سلسلة مطبوعات باسم كتالوج 77 وفي عام 1993 اصدر كتاب تذكاري باسم عالم داوستاشي بمناسبة بلوغه ال50 عاما.

## مشاركاته الخارجية
شارك داوستاشي في العديد من المهرجانات، وأقام أكثر من 61 معرضا منذ 1962، كما شارك في معظم المعارض الجماعية، وتقتني بعض أعماله وزارة الثقافة ومتحف كلية الفنون الجميلة ومتحف الفن المصري الحديث بالقاهرة، وحصل على العديد من الجوائز، وكانت الأولى عام 1962 في معرض اتحاد طلاب الإسكندرية عن لوحة تصوير زيتي بعنوان «في انتظار الفرج» وحصلت على المركز الأول.

## جوائز
- جائزة بيكاسو
- ميرو من المركز الثقافي الإسباني
- جائزة راديو فرنسا الدولي بباريس عن تصميم إعلان «إفريقيا 1988».